# Zygomyia acuta
Zygomyia acuta är en tvåvinge som beskrevs 1927 av André Léon Tonnoir och Frederick Wallace Edwards. Arten, som förekommer på Nya Zeeland, ingår i släktet Zygomyia och familjen svampmyggor. Inga underarter finns listade i Catalogue of Life.